# Základní škola Žďár nad Sázavou, Komenského 2
Základní škola Žďár nad Sázavou, Komenského 2 (též označovaná jako 2. základní škola) je školské zařízení Žďáru nad Sázavou.

## Vzdělávací program
Žáci jsou vzděláváni podle ŠVP Škola poznávání a porozumění.

## Specializované třídy
Po úspěšném složení přijímacích zkoušek mají žáci možnost od 6. ročníku navštěvovat třídu s rozšířenou výukou informatiky a výpočetní techniky.

## Historie
V roce 1947 žilo ve Žďáru asi 3 500 obyvatel, o pět let později již o 2 000 lidí více.[zdroj?] Žďár nad Sázavou měl v r. 1952 (srpen) 5 526 obyvatel. S rozvojem ŽĎASu se navíc očekával další přírůstek obyvatelstva. V té době měl Žďár jedinou základní školu – tu nejstarší – na náměstí. Bylo rozhodnuto o stavbě nové školy na Ptáčkově kopci (později sídliště Stalingrad) – a to je nynější Základní škola Komenského 2, po staru Dvojka, 2. ZŠ.
Škola byla slavnostně otevřena 31. října 1955. Tehdy to byla jedenáctiletá střední škola, takže se zde i maturovalo.